# Politica identitaria
Politica identitaria è un termine che descrive un approccio politico in cui le persone di una particolare religione, razza, contesto sociale, classe o altro fattore identificativo formano alleanze socio-politiche esclusive, allontanandosi da politiche di ampia portata e coalizione per sostenere e seguire movimenti politici che condividono con loro una particolare qualità identificativa. Il suo scopo è supportare e centrare le preoccupazioni, gli ordini del giorno e i progetti di gruppi particolari, in accordo con specifici cambiamenti sociali e politici.
Il termine fu coniato dal Combahee River Collective nel 1977. Assunse un largo utilizzo nei primi anni '80 e nei decenni successivi fu impiegato in una miriade di casi con connotazioni radicalmente diverse a seconda del contesto del termine. Ha guadagnato valuta con l'emergere dell'attivismo sociale, [chiarimento necessario] che si manifesta in vari dialoghi all'interno dei movimenti femminista, dei diritti civili americani e LGBTQ, nonché in numerose organizzazioni nazionaliste e postcoloniali.
Nell'uso accademico, il termine politica identitaria si riferisce a una vasta gamma di attività politiche e analisi teoriche radicate in esperienze di ingiustizia condivise da diversi gruppi sociali, spesso esclusi. In questo contesto, la politica dell'identità mira a rivendicare una maggiore autodeterminazione e libertà politica per le persone emarginate attraverso la comprensione di particolari paradigmi e fattori di stile di vita, e sfidando le caratterizzazioni e le limitazioni imposte dall'esterno, invece di organizzarsi esclusivamente attorno a sistemi di credenze status quo o affiliazioni tradizionali dei partiti. Identità viene utilizzato "come strumento per inquadrare rivendicazioni politiche, promuovere ideologie politiche o stimolare e orientare l'azione sociale e politica, di solito in un contesto più ampio di disuguaglianza o ingiustizia e con l'obiettivo di affermare il carattere distintivo e l'appartenenza al gruppo e ottenere potere e riconoscimento".
Le applicazioni contemporanee della politica dell'identità descrivono i popoli di razza, etnia, sesso, identità di genere, orientamento sessuale, età, classe economica, condizione di disabilità, istruzione, religione, lingua, professione, partito politico, status di veterano e posizione geografica specifici. Queste etichette d'identità non si escludono a vicenda, ma sono, in molti casi, composto in uno quando descrive gruppi iper-specifici (concetto noto come intersezionalità).

## Storia
Il termine politica identitaria potrebbe essere stato usato, nel discorso politico, almeno dagli anni 1970. La prima apparizione nota del termine si trova nella dichiarazione dell'aprile 1977 del gruppo femminista nero, Combahee River Collective, che fu originariamente stampata nel Capitalist Patriarchy and the Case for Socialist Feminism, e poi in Home Girls: A Black Feminist Anthology, ed. by Barbara Smith. Lei e il Combahee River Collective, del quale era membro fondatore, sono stati accreditati della fondazione del termine. Nella loro dichiarazione finale, scrissero:
(Combahee River Collective - The Combahee River Collective Statement)
La politica identitaria, come modalità di categorizzazione, è strettamente connessa all'affermazione secondo cui alcuni gruppi sociali sono oppressi (come le donne, le minoranze etniche e le minoranze sessuali); cioè l'affermazione che gli individui appartenenti a quei gruppi sono, in virtù della loro identità, più vulnerabili a forme di oppressione come l'imperialismo culturale, la violenza, lo sfruttamento del lavoro, l'emarginazione o sottomissione. Pertanto, queste linee di differenza sociale possono essere viste come modi per ottenere potenziamento o strade attraverso le quali lavorare verso una società più equa.
Alcuni gruppi hanno unito marxismo, classe sociale e coscienza di classe — il più importante dei quali quello delle Pantere Nere — ma questo non è necessariamente caratteristico della forma. Un altro esempio è il gruppo MOVE, che mischia nazionalismo nero con anarco-primitivismo (una forma radicale di politica verde basset sull'idea che la civilizzazione è uno strumento di oppressione, invocando il ritorno alla società cacciatori-raccoglitori). La politica identitaria può essere di sinistra o di destra, con esempi di questi ultimi come movimenti lealismo dell'Ulster, islamismo e identità cristiana.
Durante gli anni 1980, le police identitarie divennero preminenti e collegate a una nuova ondata di attivismo nel movimento sociale.
Ciò include l'elezione a presidente di Donald Trump, che è stato supportato dai bianchi della classe media e dai lavoratori, dagli economisti avvantaggiati e dai suprematisti bianchi di spicco come David Duke e Richard B. Spencer (entrambi disconosciuti da Trump).

## Dibattiti e critiche

### Natura del movimento
Il termine "politica identitaria" è stato applicato retroattivamente a vari movimenti che avevano preceduto il suo conio. Lo storico Arthur M. Schlesinger Jr. ha discusso ampiamente della politica identitaria nel suo libro del 1991 The Disuniting of America. Schlesinger, un forte sostenitore delle concezioni liberali dei diritti civili, sostiene che una democrazia liberale richiede una base comune per il funzionamento della cultura e della società. Invece di vedere la società civile come fratturata lungo linee di potere e impotenza (secondo razza, etnia, sessualità, ecc.), Schlesinger suggerisce che basare la politica sull'emarginazione del gruppo è ciò che frattura la politica civile e che la politica identitaria lavora contro la creazione di vere opportunità per porre fine all'emarginazione. Schlesinger ritiene che:
(Arthur M. Schlesinger Jr.)
Allo stesso modo Brendan O'Neill ha suggerito che la politica identitaria provoca gli scismi politici sulla falsariga dell'identità sociale. Pertanto, contrappone la politica della liberazione gay e la politica dell'identità dicendo:
(Brendan O'Neill)
In questi e altri modi, una prospettiva politica orientata al proprio benessere può essere causa delle divisioni che insiste nel rendere visibili.
Allo stesso modo, l'autore Owen Jones sostiene che la politica identitaria spesso emargina la classe operaia, dicendo che:
(Owen Jones - Chavs: The Demonization of the Working Class)

### Problemi LGBT
Il movimento di liberazione gay, dalla fine degli anni '60 fino alla metà degli anni '80, ha sollecitato lesbiche e gay ad impegnarsi in radicali azioni dirette a contrastare la vergogna sociale con il gay pride. Nello spirito femminista dell'essere personale politico, la forma più elementare di attivismo era l'enfasi di dichiararsi a famiglia, amici e colleghi e vivere la vita apertamente come una lesbica o un gay. Mentre gli anni '70 furono il culmine della "liberazione gay" a New York e in altre aree urbane degli Stati Uniti, "liberazione gay" era il termine ancora usato al posto di "orgoglio gay" in aree più oppressive verso la metà degli anni '80, con alcune organizzazioni che optavano per "liberazione lesbica e gay" più inclusiva. Mentre le donne e gli attivisti transgender fecero pressioni per nomi più inclusivi dall'inizio del movimento, come acronimo, LGBT o "Queer" come abbreviazione di controcultura per LGBT, non ottennero molta accettazione, come termine generale, fino a molto più tardi negli anni '80 e in alcune aree non prima degli anni '90 o addirittura '00. Durante questo periodo, negli Stati Uniti, la politica identitaria è stata ampiamente vista, in queste comunità, nelle definizioni sposate da scrittori come, "nero, diga, femminista, poetessa, madre" Audre Lorde, in Personal identity, scrisse che conta l'esperienza vissuta, che è l'unica cosa che garantisce l'autorità per parlare di questi argomenti; che "Se non mi definissi da me stesso, sarei schiacciato nelle fantasie di altre persone e mangiato vivo".
Dagli anni 2000, in alcune aree di studi queer postmoderni (in particolare quelli intorno al genere) l'idea di "politica identitaria" iniziò a spostarsi da quella di nominare e rivendicare l'esperienza vissuta, e l'autorità che sorge dall'esperienza vissuta, a quella che sottolinea la scelta e le prestazioni. Alcuni che attingono al lavoro di autori come Judith Butler sottolineano in particolare questo concetto di rifacimento e non fabbricazione delle identità performative. Gli autori nel campo della teoria queer a volte lo hanno preso nella misura in cui ora sostengono che "queer", nonostante le generazioni di uso specifico per descrivere un orientamento sessuale "non eterosessuale", non è più necessario fare riferimento ad alcun orientamento sessuale specifico; che ora si tratta solo di "interrompere il mainstream", con l'autore David M. Halperin che sostiene che le persone eterosessuali possono ora identificarsi come "queer". Tuttavia, molte persone LGBT credono che questo concetto di "eterosessualità queer" sia un ossimoro e una forma offensiva di "appropriazione culturale" che non solo deruba i gay e le lesbiche delle loro identità, ma rende invisibile e irrilevante la reale, vissuta esperienza di oppressione che li fa emarginare in primo luogo. "Disessualizza l'identità, quando il problema riguarda proprio un'identità sessuale".
Alcuni sostenitori della politica identitaria prendono posizioni basate sul lavoro di Gayatri Chakravorty Spivak (ovvero "Can the Subaltern Speak?") e hanno descritto alcune forme di politica identitaria come "essenzialismo strategico", una forma che ha ha cercato di lavorare con i discorsi egemonici per riformare la comprensione degli obiettivi "universali".

### Critiche alla politica identitaria

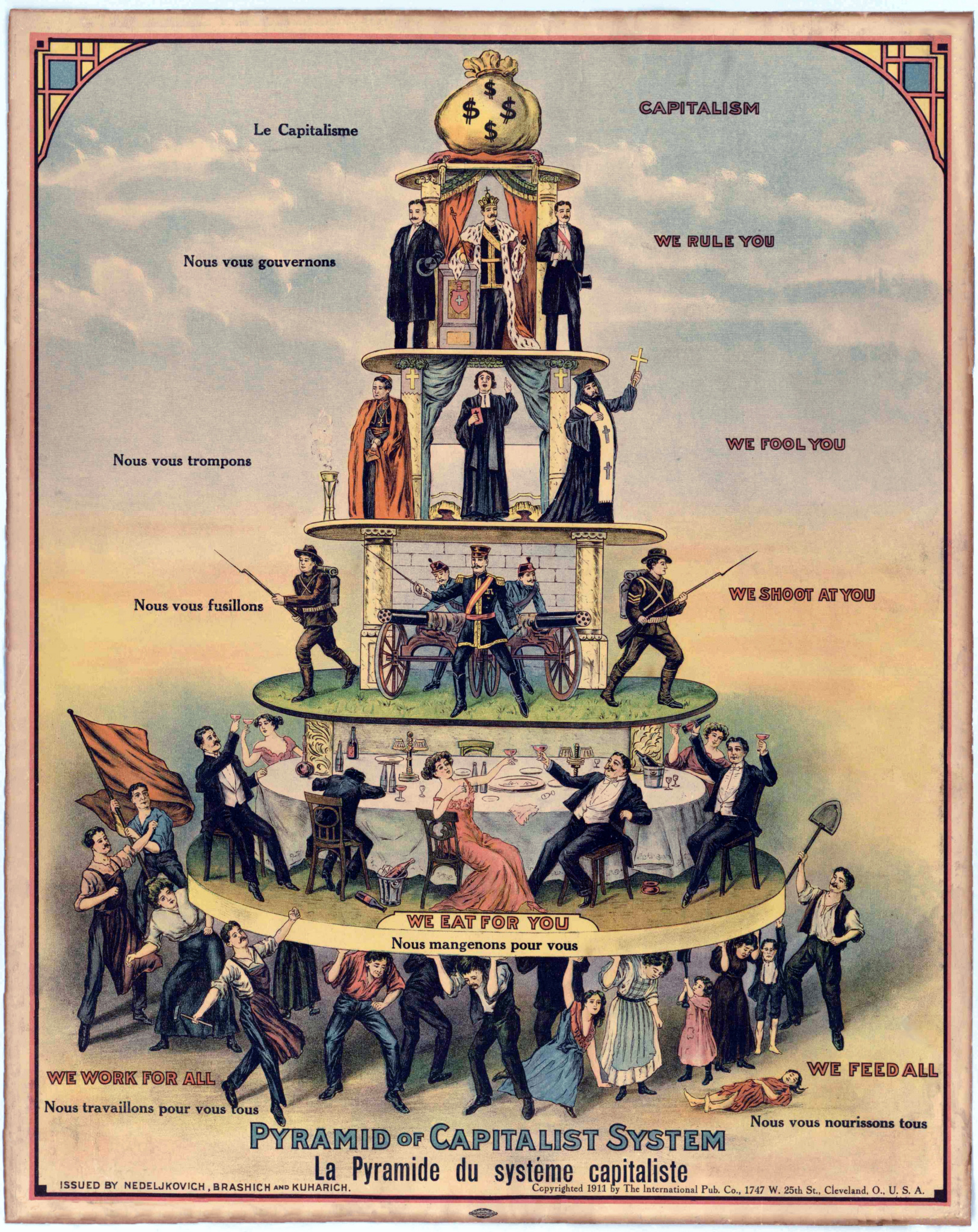
Industrial Workers of the World, poster "Pyramid of Capitalist System" (1911)

I critici sostengono che i gruppi basati su una particolare identità condivisa (ad es. razza o identità di genere) possono distogliere energia e attenzione da questioni più fondamentali, simili alla storia delle strategie divide et impera. Chris Hedges ha criticato la politica identitaria come uno dei fattori che formano una forma di "capitalismo corporativo" che si maschera solo come una piattaforma politica e che crede "non fermerà mai la crescente disuguaglianza sociale, il militarismo incontrollato, la sviscerazione di libertà civili e onnipotenza degli organi di sicurezza e sorveglianza." Il sociologo Charles Derber afferma che la sinistra americana è "in gran parte un partito politico-identitario" e che "non offre un'ampia critica all'economia politica del capitalismo. Si concentra sulle riforme per i neri e le donne e così via, ma non offre un'analisi contestuale all'interno del capitalismo". Sia lui che David North del Socialist Equality Party ritengono che questi movimenti frammentati e isolati dell'identità, che permeano la sinistra, abbiano permesso una giusta rinascita.
Critiche alla politica identitaria sono state espresse, anche su altri motivi, da scrittori come Eric Hobsbawm, Todd Gitlin, Michael Tomasky, Richard Rorty e Sean Wilentz. Hobsbawm ha criticato i nazionalismi e il principio di autodeterminazione nazionale adottato in molti paesi dopo la prima guerra mondiale, poiché i governi nazionali sono spesso semplicemente un'espressione di una classe dominante o di un potere e la loro proliferazione è stata una fonte delle guerre del XX secolo. Quindi, Hobsbawm sostiene che la politica identitaria, come il nazionalismo queer, l'islamismo, il nazionalismo della Cornovaglia o il lealismo dell'Ulster sono solo altre versioni di nazionalismo borghese. L'idea che la politica identitaria (radicata nella sfida del razzismo, del sessismo e simili) oscuri la disuguaglianza di classe è diffusa negli Stati Uniti e in altre nazioni occidentali. Questo inquadramento ignora come la politica di classe sia la stessa politica identitaria, secondo Jeff Sparrow.

### Critiche internazionali
Nel suo articolo nella rivista Mapping the Margins: Intersectionality, Identity Politics and Violence against Women of Colour, Kimberle Crenshaw tratta la politica identitaria come un processo che riunisce le persone sulla base di un aspetto condiviso della loro identità. La Crenshaw applaude alla politica identitaria per aver unito gli afroamericani (e altri non bianchi), gay e lesbiche e altri gruppi oppressi nella comunità e nel progresso. Ma lei lo critica perché "spesso confonde o ignora le differenze infragruppo". Crenshaw sostiene che per le donne di colore, almeno due aspetti della loro identità sono oggetto di oppressione: la loro razza e il loro sesso. Pertanto, sebbene la politica identitaria sia utile, dobbiamo essere consapevoli del ruolo dell'intersezionalità. Nira Yuval-Davis sostiene le critiche di Crenshaw, in Intersectionality and Feminist Politics, e spiega che "Le identità sono narrazioni individuali e collettive che rispondono alle domande "chi sono/sono io/noi?".

## Esempi
Un sondaggio Le Monde/IFOP, nel gennaio 2011, condotto in Francia e Germania ha rilevato che la maggioranza ritiene che i musulmani siano "emarginati in modo improprio"; un analista di "IFOP" ha affermato che i risultati indicano qualcosa "al di là del collegamento dell'immigrazione con la sicurezza o con la disoccupazione, ma al collegamento dell'Islam con una minaccia all'identità".

### Razziale ed etnoculturale
Le politiche sull'identità etnica e razziale sono comunemente citate nella cultura popolare, e vengono sempre più analizzate nei media e nel commento sociale come parte interconnessa della politica e della società. Sia come fenomeno di gruppo maggioritario o minoritario, la politica identitaria razziale può svilupparsi come una reazione all'eredità storica dell'oppressione razziale di un popolo, nonché un problema generale di identità di gruppo.
Carol M. Swain ha sostenuto che l'orgoglio etnico non bianco e una "enfasi sulla politica identitaria razziale" stanno fomentando l'ascesa del nazionalismo bianco. L'antropologo Michael Messner ha suggerito che la Million Man March fosse un esempio di politica dell'identità razziale negli Stati Uniti.

#### Politica identitaria araba
La politica identitaria araba riguarda la politica basata sull'identità derivata dalla coscienza razziale o etnoculturale del popolo arabo. Nel regionalismo del Medio Oriente, ha un significato particolare in relazione alle identità nazionali e culturali di paesi non arabi, come la Turchia e l'Iran. Nel 2010, nel loro Being Arab: Arabism and the Politics of Recognition, gli accademici Christopher Wise e Paul James hanno contestato l'opinione che, nel post invasione di Afghanistan e Iraq, la politica identitaria araba stava finendo. Confutando l'opinione che "aveva attirato molti analisti per concludere che l'era della politica identitaria araba è passata", Wise e James hanno esaminato il suo sviluppo come una valida alternativa al fondamentalismo islamico nel mondo arabo.
Secondo Marc Lynch, l'era post-Primavera araba ha visto un aumento della politica identitaria araba, che è "segnata da rivalità stato-stato e conflitti tra società-stato". Lynch crede che questo stia creando una nuova guerra fredda araba, non più caratterizzata dalle divisioni settarie sunnite-sciite ma da un riemergente dell'identità araba nella regione. Najla Said ha esplorato la sua esperienza di una vita sulla politica identitaria roba nel suo libro Looking for Palestine.

#### Politica identitaria Māori
A causa di concetti in qualche modo in competizione tra tribù e pan-Maori, esiste un utilizzo, sia interno che esterno, della politica identitaria Maori in Nuova Zelanda. Proiettata verso l'esterno, la politica identitaria Maori è stata una forza dirompente nella politica della Nuova Zelanda e nelle concezioni post-coloniali della nazionalità. Il suo sviluppo è stato anche esplorato come causa di sviluppi paralleli di identità etnica nelle popolazioni non Maori. L'accademico Alison Jones, nel suo scritto Tuai: A Traveller in Two Worlds, suggerisce che una forma di politica identitaria Maori, direttamente contraria ai Pākehā (bianchi neozelandesi), ha aiutato a fornire una "base per la collaborazione interna e una politica di forza".
Nel 2009, la rivista del Ministero dello sviluppo sociale della Nuova Zelanda ha identificato la politica di identità Maori e le reazioni della società nei suoi confronti, come il fattore più importante alla base dei cambiamenti significativi nell'autoidentificazione dal censimento della Nuova Zelanda del 2006.

#### Politica identitaria dei bianchi
La politica identitaria dei bianchi riguarda la manifestazione dell'identità etnoculturale dei bianchi in vari contesti politici nazionali come gli Stati Uniti o l'Australia.
Nel 1998, gli scienziati politici Jeffrey Kaplan e Leonard Weinberg hanno predetto che, alla fine del XX secolo, una "destra radicale euro-americana" avrebbe promosso una politica transnazionale di identità bianca, che avrebbe provocato risentimento populista e incoraggiamento dell'ostilità contro i non bianchi e il multiculturalismo. Negli Stati Uniti, le fonti giornalistiche hanno identificato la presidenza di Donald Trump come un segnale di un utilizzo crescente e diffuso della politica identitaria bianca all'interno del Partito repubblicano e del panorama politico.
Giornalisti politici come Michael Scherer e David Smith hanno riferito del suo sviluppo dalla metà degli anni 2010.
Ron Brownstein crede che il presidente Trump usi la "politica identitaria bianca" per rafforzare la sua base e questo alla fine limiterà la sua capacità di raggiungere gli elettori non "bianchi americani" per le elezioni presidenziali negli Stati Uniti d'America del 2020. Un'analisi di quattro anni di Reuters e Ipsos ha concordato che "il marchio Trump della politica identitaria bianca potrebbe essere meno efficace nella campagna elettorale 2020". In alternativa, esaminando lo stesso sondaggio, David Smith ha scritto che "l'abbraccio di Trump alla politica identitaria bianca potrebbe funzionare a suo vantaggio" nel 2020. Durante le Primarie democratiche, il candidato alla presidenza, Pete Buttigieg, ha pubblicamente messo in guardia sul fatto che il presidente e la sua amministrazione stavano usando la politica identitaria bianca, che secondo lui era la forma più divisiva della politica identitaria. L'editorialista Reihan Salam scrive di non essere convinto che Trump usi la "politica identitaria bianca" dato che ha ancora un sostegno significativo da parte dei repubblicani liberali e moderati, che sono più favorevoli all'immigrazione e alla legalizzazione degli immigrati privi di documenti - ma ritiene che potrebbe diventare un problema più grande poiché i bianchi diventano una minoranza e fanno valere i propri diritti come altri gruppi minoritari. Salam afferma inoltre che un aumento della politica identitaria bianca è tutt'altro che certo, visti gli altissimi tassi di matrimonio misto e l'esempio storico della maggioranza culturale, un tempo anglo-protestante, che abbraccia una più inclusiva maggioranza culturale bianca che comprende ebrei, italiani, polacchi, arabi e irlandesi.

### Genere
La politica dell'identità di genere è un approccio che considera la politica, sia nella pratica che come disciplina accademica, come avente una natura di genere e che il genere è un'identità che influenza il modo di pensare delle persone.